# Rudolph Fentz
Rudolph Fentz (* 1847; † Juni 1950 in New York City; auch Rudolf Fenz) ist der fiktive zentrale Charakter einer modernen Sage.

## Hintergrund
Die Geschichte über Rudolph Fentz gehört zu den bedeutenderen modernen Sagen, da sie seit den 1970er Jahren gelegentlich, und mit der Verbreitung des Internets seit den 1990er Jahren häufiger als Wiedergabe von Fakten und somit als Beleg für das Vorkommen (unfreiwilliger) Zeitreisen angeführt wurde.
Im Wesentlichen besagt die verbreitete Darstellung, dass im New York des Jahres 1950 ein Mann, der nach der Mode des 19. Jahrhunderts gekleidet war, von einem Auto angefahren wurde und ums Leben kam. Die anschließende Untersuchung ergab, dass es sich bei diesem Mann um den 1876 spurlos verschwundenen Rudolph Fentz handelte, der auf ungeklärte Weise aus der Vergangenheit in die relative Gegenwart gelangt sein musste.

## Die fiktive Darstellung
Im Detail beinhaltet die Fentz-Legende folgende Elemente:
An einem Abend Mitte Juni 1950, um etwa 23:15 Uhr, bemerkten Passanten auf dem New Yorker Times Square einen Mann von etwa 30 Jahren Alter, gekleidet nach der Mode des späten 19. Jahrhunderts. Niemand hatte gesehen, woher er gekommen war; er stand plötzlich desorientiert und verwirrt auf der Mitte einer Kreuzung und wurde, noch ehe Anwesende eingreifen konnten, von einem Taxi angefahren und tödlich verletzt.
Die Beamten in der Leichenhalle durchsuchten den Toten und fanden folgende Gegenstände in seinen Taschen:
- Eine kupferne Wertmarke für ein Bier im Wert von 5 Cent, versehen mit dem Namen eines Saloons, der selbst den älteren Angestellten unbekannt war.
- Eine Rechnung für die Versorgung eines Pferdes und das Waschen einer Kutsche, ausgestellt von einem Mietstall in der Lexington Avenue, der nicht im Adressbuch aufgeführt war.
- Etwa 70 Dollar in alten Banknoten.
- Visitenkarten mit dem Namen Rudolph Fentz und einer Adresse in der Fifth Avenue.
- Einen an diese Adresse gesendeten Brief, aufgegeben im Juni 1876 in Philadelphia.

Keines der Objekte wies Altersspuren auf.
Captain Hubert V. Rihm vom Vermisstendezernat der New Yorker Polizei versuchte mittels dieser Hinweise den Toten zu identifizieren. Er fand heraus, dass die Adresse in der Fifth Avenue zu einem Geschäft gehörte, dessen gegenwärtige Eigentümer keinen Rudolph Fentz kannten. Fentz’ Name war nicht im Adressbuch verzeichnet, seine Fingerabdrücke waren nirgendwo registriert, und niemand meldete ihn als vermisst.
Rihm führte seine Ermittlungen fort und fand schließlich einen Rudolph Fentz Jr. in einem Telefonbuch des Jahres 1939. In dem Mietshaus an der aufgeführten Adresse erinnerte man sich an diesen Fentz und beschrieb ihn als einen Mann um die 60 Jahre, der bei einer nahegelegenen Bank gearbeitet hatte und nach seiner Pensionierung 1940 unbekannt verzogen war.
Von der Bank erhielt Rihm die Auskunft, dass Fentz fünf Jahre zuvor verstorben war, seine Witwe jedoch in Florida lebte. Rihm nahm Kontakt zu ihr auf und erfuhr, dass der damals 29-jährige Vater ihres Ehemanns im Jahre 1876 verschwunden war. Er hatte das Haus zu einem abendlichen Spaziergang verlassen und war nie wieder zurückgekehrt. Sämtliche Anstrengungen, ihn aufzufinden, waren vergebens geblieben.
Captain Rihm fand Rudolph Fentz in den Vermisstenakten des Jahres 1876. Die Beschreibung seines Aussehens, des Alters und seiner Kleidung entsprach exakt dem Erscheinungsbild des unidentifizierten Toten vom Times Square. Der Fall war immer noch als unaufgeklärt gekennzeichnet.
Aus Furcht, für geistig unzurechnungsfähig gehalten zu werden, vermerkte Rihm die Ergebnisse seiner Ermittlungen nie in den offiziellen Akten.

## Der wirkliche Sachverhalt
Seit 1972 bis zum heutigen Zeitpunkt wurde das unerklärte Verschwinden und Wiederauftauchen Rudolph Fentz’ in Büchern (etwa die Viktor Farkas’) und Artikeln, und später auch im Internet, als tatsächliches Ereignis dargestellt und als Beleg für diverse Theorien und Vermutungen, etwa zum Thema Zeitreisen, angeführt.
Im Jahr 2000, nachdem das spanische Magazin Más Allá eine Darstellung der Geschehnisse als Faktenbericht veröffentlicht hatte, begann der in Madrid lebende Brite Chris Aubeck den Wahrheitsgehalt der Schilderung zu überprüfen. Seine Nachforschungen führten zu dem Ergebnis, dass die Personen und Ereignisse der Erzählung sämtlich frei erfunden waren.
Er fand heraus, dass die Fentz-Erzählung zum ersten Mal in der 1972er Mai/Juni-Ausgabe des Journal of Borderland Research als Tatsachenbericht erschienen war; bei dieser Zeitschrift handelte es sich um das Organ der Borderland Sciences Research Foundation, einer Gesellschaft, die sich mit der esoterischen Erklärung von UFO-Sichtungen befasste. Dort wiederum wurde als Quelle das 1953 erschienene Buch A Voice from the Gallery des Borderland-Mitglieds, Journalisten und Science-Fiction-Enthusiasten Ralph M. Holland angegeben. Aubeck glaubte hier den Ursprung der fiktiven Geschichte gefunden zu haben.
Im August 2002 jedoch, nachdem Aubeck seine Forschungsergebnisse im Akron Beacon Journal veröffentlicht hatte, meldete sich der Pastor George Murphy bei ihm und teilte ihm mit, dass die ursprüngliche Quelle noch älter war. Ralph M. Holland hatte die Geschichte über Rudolph Fentz komplett einer 1952 von Robert Heinlein herausgegebenen Science-Fiction-Anthologie mit dem Titel Tomorrow, The Stars oder dem Magazin Collier’s vom 15. September 1951 entnommen. Der Autor war der bekannte Science-Fiction-Schriftsteller Jack Finney (1911–1995), und die Fentz-Episode war Teil der Kurzgeschichte I’m Scared, die im Collier’s zuerst veröffentlicht worden war. Somit standen der fiktive Charakter und der Ursprung der Erzählung endgültig fest.